# 苗文华
苗文华（1965年—），河北人，豫剧桑派青衣、闺门旦，为豫剧名家桑振君的关门弟子。她的唱腔技巧超群，表演委婉俏丽。作为国家一级演员，她现任河北戏剧家协会副主席、邯郸市东风剧团团长。

## 生平
1965年生于河南西平。1979年在西藏艺术学校豫剧班学艺，后来转入河北省艺术学校邯郸豫剧班相继学演了《秦雪梅》、《大祭桩》、《断桥》等传统剧目。
她陆续学习了常派、严派、王派、马派的经典剧目，并得到豫剧皇后陈素真亲授《洛阳桥》、《拾玉镯》。她还从表演上吸收了许多京剧的精华，形成了独特的唱腔和表演风格。

## 主要角色
- 《对绣鞋》中的张纯姐
- 《大祭桩》中的黄桂英
- 《秦雪梅》中的秦雪梅
- 《打金枝》中的国母
- 《虎符》中的如姬
- 《朝阳沟》中的银环

## 荣誉
- 三次获河北省戏剧节演员一等奖
- 两次获河北省文艺振兴奖
- 中国豫剧十大名旦选拔赛表演奖
- 四省十四市豫剧中青年演员广播大奖赛一等奖
- 第十八届中国戏剧“梅花奖”[1]